# جودی گرینگر
جودی گرینگر (انگلیسی: Judy Gringer؛ زادهٔ ۲۳ ژانویهٔ ۱۹۴۱) بازیگر اهل دانمارک است. وی از سال ۱۹۵۸ میلادی تاکنون مشغول فعالیت بوده‌است.
از فیلم‌ها یا برنامه‌های تلویزیونی که وی در آن نقش داشته‌است، می‌توان به حالا نوبت می‌رسه به دامار، مأمور ۶۹ ینسن در برج عقرب، در برج اسد، هدیه و مهمانی اداره اشاره کرد.